# Castelluccio dei Sauri
Castelluccio dei Sauri är en ort och kommun i provinsen Foggia i regionen Apulien i Italien.